# Reader Rabbit
Reader Rabbit (conocido en español como Conejo Lector) es una franquicia de videojuegos educativos creada por Leslie Grimm y desarrollada por The Learning Company en 1983. Esta serie está otorgada para niños de 2 a 6 años a través de segundo grado de primaria. Para proveer a los niños mayores de 6 años que ya dejaron de jugar los videojuegos del Conejo Lector, TLC otorgó para los niños mayores de 6 años un nuevo software educativo spin-off llamado The ClueFinders (Los Pequeños Exploradores), para tercer grado a través de sexto grado de primaria en 1998.
Generalmente, los juegos en la serie enseñan lenguaje artístico, presentando una variedad de juegos sencillos que fueron diseñados para enseñar a los niños estudiantes lectura básica y deletreando habilidades. Originalmente, el nombre del personaje ficticio fue cambiado para reflejar un cambio en tema específico, como con Math Rabbit (Conejo Matemático) y Writer Rabbit (Conejo Escritor), pero fue finalmente decidido llamar al protagonista de la saga "Conejo Lector", y presentar su nombre en todos los títulos independientemente del área temática cubierta por un juego particular.

## Nombres regionales
| Idioma     | Nombre                                             |
| ---------- | -------------------------------------------------- |
| Francés    | Lapin Malin                                        |
| /Inglés    | Reader Rabbit                                      |
| /Español   | El Conejo Lector                                   |
| Alemán     | Billi Banni                                        |
| Finlandés  | Jussi Jänö                                         |
| Sueco      | Kalle Kunskap                                      |
| Noruego    | Leser Kanin                                        |
| Danés      | Fætter Kanin                                       |
| /Portugués | Coelho Sabido                                      |
| Holandés   | Robbie Konijn                                      |
| Polaco     | Królik Bystrzak                                    |
| Japonés    | リーダーラビット (Rīdā Rabitto lit. Leader Rabbit) |
| Chino      | 瑞德小兔 (Ruì dé xiǎo tù lit. Reid Bunny)          |